# Cicadas (Ciampea)
Cicadas is een bestuurslaag in het regentschap Bogor van de provincie West-Java, Indonesië. Cicadas telt 10.648 inwoners (volkstelling 2010).